# Лербруская линия
Лербруская линия (швед. Lärbrolinjen) — комплекс оборонительных сооружений в северной части шведского острова Готланд, возведённый во время Второй мировой войны. 
Линия тянулась от Стурунгса до Валлевикена и состояла из 15 укреплений и двух командных пунктов. Задачей линии было прикрытие береговой артиллерии пролива Форёсунд, отделяющего Готланд от острова Форё. Она также должна была служить укрытием для подвижных частей шведской армии.
В качестве полевого наполнения выступали две ополченческие роты (värnkompanier). Штаб 2-й ополченческой роты, располагавшейся у Каппельсхамнсвикена, должен был размещаться на кп «Мёльнер»; её зоной ответственности был северо-западный участок между укреплениями «Стурунгс», «Броттет», «Хёйден» и «Крутчелларен».  За оборону юго-восточного участка отвечала 8-я ополченческая рота, штаб которой располагался в «Веструме».
Бо́льшая часть работ по созданию линии была завершена в начале 1945 года.
В настоящее время от оборонительной линии сохранились лишь командный пункт «Мёльнер», укрепление «Грустагет» и бункер возле Копарве.